# Okeford Fitzpaine
Okeford Fitzpaine est une paroisse civile et un village du Dorset, en Angleterre.